# Мазаньцовиці
Мазаньцовиці (пол. Mazańcowice, нім. Matzdorf) — село в Польщі, у гміні Ясениця Бельського повіту Сілезького воєводства.
Населення — 3428 осіб (2011).
У 1975-1998 роках село належало до Бельського воєводства.

## Демографія
Демографічна структура станом на 31 березня 2011 року:
|          | Загалом | Допрацездатний вік | Працездатний вік | Постпрацездатний вік |
| -------- | ------- | ------------------ | ---------------- | -------------------- |
| Чоловіки | 1671    | 383                | 1139             | 149                  |
| Жінки    | 1757    | 378                | 1068             | 311                  |
| Разом    | 3428    | 761                | 2207             | 460                  |